# Шотландски сетер
Шотландският сетер или Гордън сетер (на английски: Gordon Setter) е ловна порода куче. Създадена е към 1860 г. При селектиране на породата са правени кръстоски с други породи сетери, както и с пойнтер. Стандартът ѝ е одобрен през 1988 година.

## Характеристика на породата
Силни физически, устойчиви кучета, притежават способността да работят на всякакви местности. Имат добро обоняние. Изисква се търпеливост при обучението им. Сравнително добре приспособими към живот в градски условия. Необходими са редовни физически упражнения. Необходимо е и специално внимание към поддръжката на козината.
Гордън сетерът е ловно куче – птичар. То е със спокоен нрав, бързо привързващо се куче към членовете на семейството, което го отглежда. Особен дружелюбно е с децата. Гордън сетерът е идеален избор за домашен любимец.
Както други едри породи шотландският сетер е предразположен към тазобедрена дисплазия и стомашна дилатация и синдром на волвулус (превъртане на стомаха).